# 아부 알리 무스타파 여단

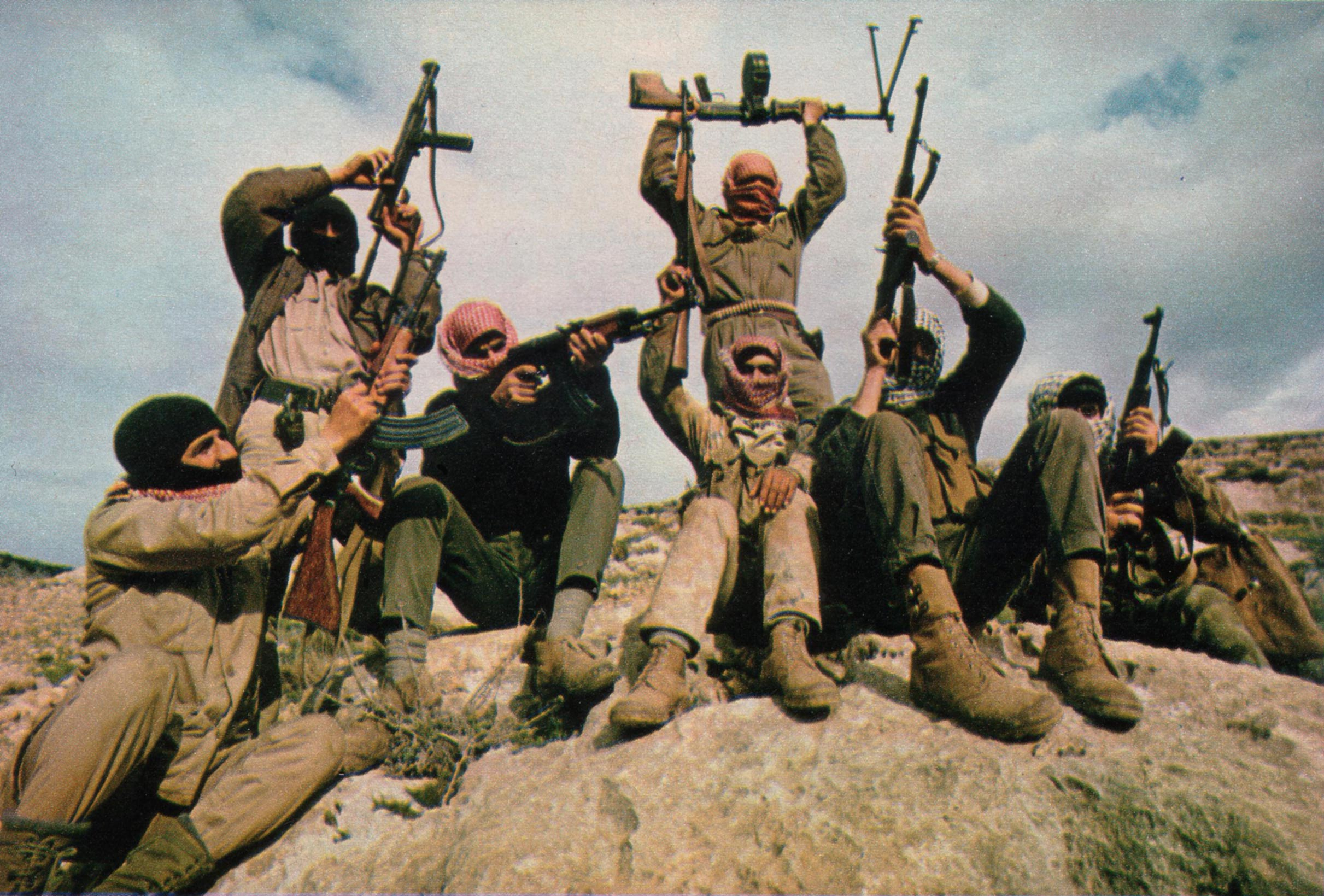

'아부 알리 무스타파 여단(아랍어: كتائب ابو علي مصطفى)은 1967년에 설립된 팔레스타인 해방인민전선의 준군사조직이다. 창립 당시 명칭은 붉은 독수리 여단이었으나, 2001년 이스라엘 군에 의해 살해된 팔레스타인 해방인민전선의 지도자인 아부 알리 무스타파를 기리기 위해 현재의 명칭으로 변경했다.

## 같이 보기
- 팔레스타인 해방민주전선
- 시리아 저항군